# Exoprosopa indecisa
Exoprosopa indecisa är en tvåvingeart som först beskrevs av Walker 1849.  Exoprosopa indecisa ingår i släktet Exoprosopa och familjen svävflugor. Inga underarter finns listade i Catalogue of Life.